# L. R. Wright
Laurali Rose Wright, nata Appleby (Saskatoon, 5 giugno 1939 – Vancouver, 25 febbraio 2001), è stata una scrittrice canadese specializzata in narrativa gialla.

## Biografia
Laurali Rose Appleby (soprannominata "Bunny") nasce il 5 giugno 1939 a Saskatoon, nella provincia di Saskatchewan e cresce ad Abbotsford.
Dopo gli studi all'Università Carleton e alla University of Calgary, lavora alcuni anni come giornalista per il Calgary Herald ed altre testate prima d'intraprendere la carriera di scrittrice nel 1977.
Esordisce nel 1979 con il romanzo Neighbours e raggiunge la popolarità con il suo primo giallo, Il sospetto (vincitore nel 1986 di un Edgar) in seguito al quale completa gli studi alla Simon Fraser University (M.A. nel 1995) ed inizia ad insegnare tecniche di scrittura all'Università della Columbia Britannica.
Acclamata autrice di una quindicina di gialli, muore a 61 anni per un cancro al seno il 25 febbraio 2001 a Vancouver.

## Vita privata
Sposatasi con John Wright nel 1962, si è separata nel 1995 e risposata con lo stesso nel 2000. La coppia ha avuto due figli.

## Opere principali

### Serie Alberg & Cassandra
- Il sospetto (The Suspect, 1985), Milano, Il Giallo Mondadori N. 1996, 1987 traduzione di Elsa Pelitti
- Dormi mentre canto (Sleep While I Sing, 1986), Milano, Il Giallo Mondadori N. 2010, 1987 traduzione di Elsa Pelitti
- A Chill Rain in January (1990)
- Fall From Grace (1991)
- Prized Possessions (1993)
- A Touch of Panic (1994)
- Mother Love (1995)
- Strangers Among Us (1996)
- Acts of Murder (1997)

### Serie Edwina Henderson
- Kidnap (2000)
- Menace (2001)

### Altri romanzi
- Neighbours (1979)
- The Favorite (1982)
- Among Friends (1984)
- Love in the Temperate Zone (1988)

## Riconoscimenti
- Premio Edgar per il miglior romanzo: 1986 per The Suspect
- Arthur Ellis Award per il miglior romanzo: 1991 per A Chill Rain in January e 1996 per Mother Love
- Derrick Murdoch Award: 2001